# Diocesi di East Anglia
La diocesi di East Anglia (in latino Dioecesis Angliae Orientalis) è una sede della Chiesa cattolica in Inghilterra suffraganea dell'arcidiocesi di Westminster. Nel 2021 contava 110.000 battezzati su 2.496.800 abitanti. È retta dal vescovo Peter Gwilym Collins.

## Territorio
La diocesi comprende le contee inglesi di Cambridge, Norfolk, e Suffolk e l'Autorità Unitaria di Peterborough.
Sede vescovile è la città di Norwich, dove si trova la cattedrale di San Giovanni Battista.
Il territorio si estende su 12.559 km² ed è suddiviso in 51 parrocchie.

## Storia
La diocesi è stata eretta il 13 marzo 1976 con la bolla Quod Oecumenicum di papa Paolo VI, ricavandone il territorio dalla diocesi di Northampton.
Essa ha la stessa sede ed essenzialmente lo stesso territorio dell'antica diocesi di Norwich, ma non ne ha assunto il nome per le disposizioni contenute nel Roman Catholic Relief Act 1829, che proibiscono di costituire diocesi cattoliche con lo stesso nome delle esistenti diocesi anglicane.

## Cronotassi dei vescovi
Si omettono i periodi di sede vacante non superiori ai 2 anni o non storicamente accertati.
- Alan Charles Clark † (26 aprile 1976  - 21 marzo 1995 ritirato)
- Peter David Gregory Smith † (21 marzo 1995 - 26 ottobre 2001 nominato arcivescovo di Cardiff)
- Michael Charles Evans † (14 febbraio 2003 - 11 luglio 2011 deceduto)
- Alan Stephen Hopes (11 giugno 2013 - 11 ottobre 2022 ritirato)
- Peter Gwilym Collins, dall'11 ottobre 2022

## Statistiche
La diocesi nel 2021 su una popolazione di 2.496.800 persone contava 110.000 battezzati, corrispondenti al 4,4% del totale.
| anno | popolazione | popolazione | popolazione | presbiteri | presbiteri | presbiteri | presbiteri                | diaconi | religiosi | religiosi | parrocchie |
| anno | battezzati  | totale      | %           | numero     | secolari   | regolari   | battezzati per presbitero | diaconi | uomini    | donne     | parrocchie |
| ---- | ----------- | ----------- | ----------- | ---------- | ---------- | ---------- | ------------------------- | ------- | --------- | --------- | ---------- |
| 1980 | 68.568      | 1.745.000   | 3,9         | 122        | 73         | 49         | 562                       | 4       | 76        | 235       | 58         |
| 1990 | 86.000      | 1.905.000   | 4,5         | 113        | 69         | 44         | 761                       | 3       | 52        | 219       | 58         |
| 1999 | 95.000      | 2.200.000   | 4,3         | 126        | 87         | 39         | 753                       | 28      | 40        | 215       | 59         |
| 2000 | 100.000     | 2.500.000   | 4,0         | 126        | 88         | 38         | 793                       | 29      | 38        | 210       | 62         |
| 2001 | 110.000     | 2.700.000   | 4,1         | 128        | 88         | 40         | 859                       | 29      | 40        | 200       | 62         |
| 2002 | 110.000     | 2.700.000   | 4,1         | 134        | 100        | 34         | 820                       | 27      | 34        | 175       | 59         |
| 2003 | 115.000     | 2.750.000   | 4,2         | 136        | 102        | 34         | 845                       | 29      | 34        | 180       | 59         |
| 2004 | 117.000     | 2.755.000   | 4,2         | 134        | 97         | 37         | 873                       | 30      | 37        | 115       | 58         |
| 2006 | 95.254      | 2.775.000   | 3,4         | 128        | 96         | 32         | 744                       | 36      | 32        | 124       | 56         |
| 2011 | 99.800      | 2.873.000   | 3,5         | 118        | 88         | 30         | 845                       | 36      | 31        | 100       | 50         |
| 2016 | 159.582     | 2.750.000   | 5,8         | 112        | 82         | 30         | 1.424                     | 36      | 31        | 100       | 50         |
| 2019 | 108.000     | 2.487.200   | 4,3         | 117        | 81         | 36         | 923                       | 35      | 42        | 91        | 51         |
| 2021 | 110.000     | 2.496.800   | 4,4         | 122        | 86         | 36         | 901                       | 35      | 42        | 91        | 51         |